# Napata

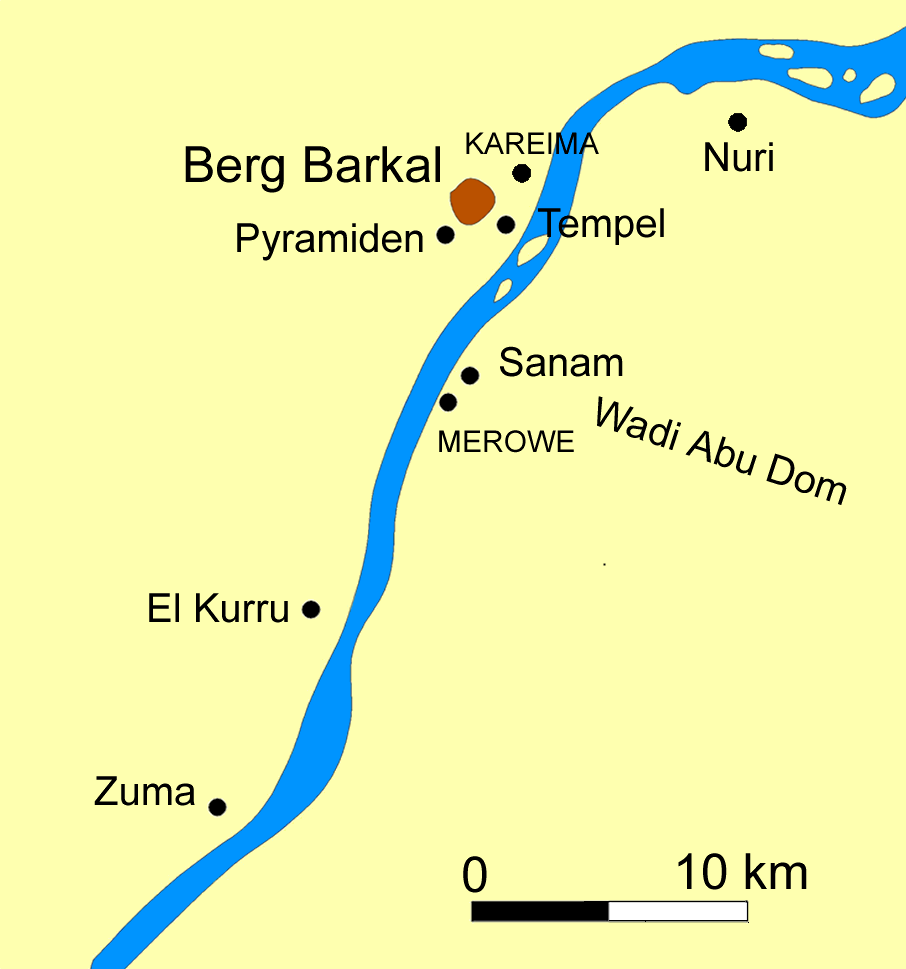
Berg Barkal und dessen Umgebung

Napata ist der antike Name einer Stadt in Obernubien, im nördlichen Sudan, etwa 400 km nördlich der heutigen Hauptstadt Khartum. Die genaue Lage der Stadt ist bis heute nicht geklärt.

## Gründung
Napata wurde etwa 1450 v. Chr. vom ägyptischen Pharao Thutmosis III. gegründet, als er sein Imperium in diese Region erweiterte. Den zu der Stadt gehörenden Berg Barkal betrachtete er als die südliche Grenze des Neuen Reiches. Andere Pharaonen des Neuen Reiches, wie z. B. Ramses II. sind hier ebenso bezeugt und haben hier gebaut. In der 25. Dynastie wurden hier weitere Tempelerweiterungen durchgeführt, wobei diese sich auf den B 500 genannten Haupttempel konzentrierten. Um 1000 v. Chr. entstand ein Fürstentum mit Napata im Zentrum. Ab etwa 750 v. Chr. war Napata die Hauptstadt des unabhängigen Königreiches von Kusch. Die Bauarbeiten wurden auch in der Folgezeit unter Aspelta und Anlamani fortgesetzt. Napata und die hiesigen Tempel am Barkal blieben aber das religiöse Zentrum des Landes. Um die Zeitenwende entfaltete hier schließlich Natakamani weitere Bautätigkeiten.

## Die Ruinen
Zum Gebiet der Stadt Napata gehören Ruinen an mehreren Orten:
- Der Heilige Berg Barkal wurde bereits unter Thutmosis III. verehrt.
- An der Ostseite des Berges liegen die Ruinen eines Tempelbezirkes mit dem Amuntempel vom Berg Barkal als dem größten ägyptischen Tempel in Nubien. Sein Ursprung geht auf Thutmosis III. zurück. Der Speos des benachbarten Tempels von Mut ist sehr gut erhalten.
- Die Pyramiden vom Berg Barkal auf der westlichen Seite des Barkal wurden teilweise zu einer Zeit errichtet, als die Hauptstadt des kuschitischen Reiches bereits nach Meroe verlegt war.
- Ein weiterer Amuntempel lag fünf Kilometer südlich vom Barkal auf der anderen Seite des Nil in Sanam. Hier dürfte sich die Wohnstadt von Napata befunden haben.
- Zur Stadt Napata können noch die zehn Kilometer südlich auf der westlichen Seite des Nil gelegenen Pyramiden von al-Kurru gezählt werden.

Das Ruinenfeld am Dschebel Barkal umfasst mindestens 13 Tempel und drei Paläste. Diese wurden durch europäische Entdecker im Jahr 1820 gefunden. Die größten Tempel, wie die des Gottes Amun, werden heute noch von der örtlichen Bevölkerung als heilig gesehen.

## Ausgrabungen
Die Tempel wurden 1916–1920 vor allem von George A. Reisner ausgegraben. Nur ein Teil seiner Ergebnisse sind publiziert. Momentan finden hier italienische Grabungen statt.
Die Pyramiden vom Berg Barkal und der dortige Amuntempel, die Ausgrabungsstätten Sanam, die Pyramiden von al-Kurru und von Nuri, sowie das Gräberfeld in Zuma erhielten 2003 von der UNESCO den Status Weltkulturerbe.